# Escher Seen
Die Escher Seen sind zwei beieinander liegende Baggerseen im Kölner Stadtteil Esch/Auweiler in Nordrhein-Westfalen. Sie sind in den 1950er bis 1980er Jahren durch Auskiesung entstanden.

## Lage und Beschreibung
Die beiden Seen liegen im Nordwesten von Köln zwischen den Stadtteilen Pesch und Esch/Auweiler. Während der nördliche See öffentlich zugänglich ist und seit 1988 als Freibad genutzt wird, ist der südliche See eingezäunt und wird von einem Angelverein befischt.
Die Gesamtfläche der Escher Seen beträgt 28,2 Hektar (Nord: 16,2 Hektar, Süd: 12 Hektar). Die maximale Tiefe wird mit 18 m im südlichen See erreicht, während der Escher See Nord höchstens 16 m tief ist.